# Geoffroy V. z Anjou
Geoffroy V. z Anjou zvaný Sličný (francouzsky Geoffroy V d'Anjou či také Geoffroy le Bel; 24. srpna 1113 – 7. září 1151 Château-du-Loir) byl hrabětem z Maine, z Anjou, z Touraine a v letech 1144–1151 normandský vévoda. Přízvisko Platangenet dostal údajně podle rostliny z rodu kručinek, která zdobila jeho helmici. Během svého života získal vzdělání a četl antické autory v originále.

## Život
Geoffroy byl nejstarším synem hraběte Fulka V. z Anjou a Ermengardy z Maine, dědičky Eliáše I. z Maine. 17. června 1128 se v Le Mans jako třináctiletý oženil s o jedenáct let starší Matyldou, dcerou a jedinou dědičkou anglického krále Jindřicha I. a jeho první manželky Matyldy Skotské. Matylda Anglická byla od roku 1125 vdovou, z předchozího manželství s císařem Jindřichem V. se žádný potomek nenarodil. Sňatek s mladičkým Geoffroyem přinesl vytoužený mír Anglie a Anjou, manželství ovšem patrně příliš šťastné nebylo. Svůj podíl na tom měl velký věkový rozdíl a zřejmě i Matyldina povaha (tvrdohlavost, panovačnost a spíš mužské vystupování). I přesto manželé zplodili tři syny. První se narodil roku 1133 a po dědovi z matčiny strany dostal jméno Jindřich. Kromě manželských dětí je doloženo též několik Geoffroyových levobočků.
Matylda po otcově smrti roku 1135 začala válčit se svým bratrancem Štěpánem z Blois o anglickou korunu. Geoffroy měl zájem především o získání normandského vévodství a anglickou válku nikdy nepodporoval. Vojenskými taženími v letech 1141-1144 donutil kapitulovat město Rouen a získal vytoužený vévodský stolec. Celý život však musel potírat vzpoury na svém území a dokonce věznil mladšího bratra Eliáše. Roku 1150 přijal nejstaršího syna Jindřicha jako spoluvládce, již o rok později, v necelých čtyřiceti letech, ovšem náhle zemřel. Byl pohřben v katedrále v Le Mans.

## Dědictví Anjouovců
Geoffroyův syn Jindřich se roku 1152 oženil s bývalou manželkou francouzského krále Ludvíka VII. Eleonorou Akvitánskou, která byla o 10 let starší než on. V Anglii nadále zuřila vleklá občanská válka mezi příznivci Jindřichovy matky Matyldy a Štěpána z Blois. Té přinesla konec až Jindřichova odvaha přeplavit se přes kanál a bez ohledu na povstání na jeho francouzských državách se se Štěpánem utkat v boji. Jistou roli hrála také smrt Štěpánova syna Eustacha IV. z Boulogne. Smlouva z Wallingfordu z prosince roku 1153 rozhodla o budoucí změně na anglickém trůnu. Díky nepopiratelnému Matyldinu nároku měl po Štěpánově smrti nastoupit na trůn její prvorozený syn Jindřich. Ten se roku 1154 stal jako Jindřich II. prvním anglickým králem z dynastie Plantagenetů. Jeho potomci po něm zdědili kromě rozsáhlé říše také prchlivost, kterou se vykazoval již jeho otec Geoffroy a která byla typická pro rod Anjouovců.